# William Morgan (Politiker, 1828)

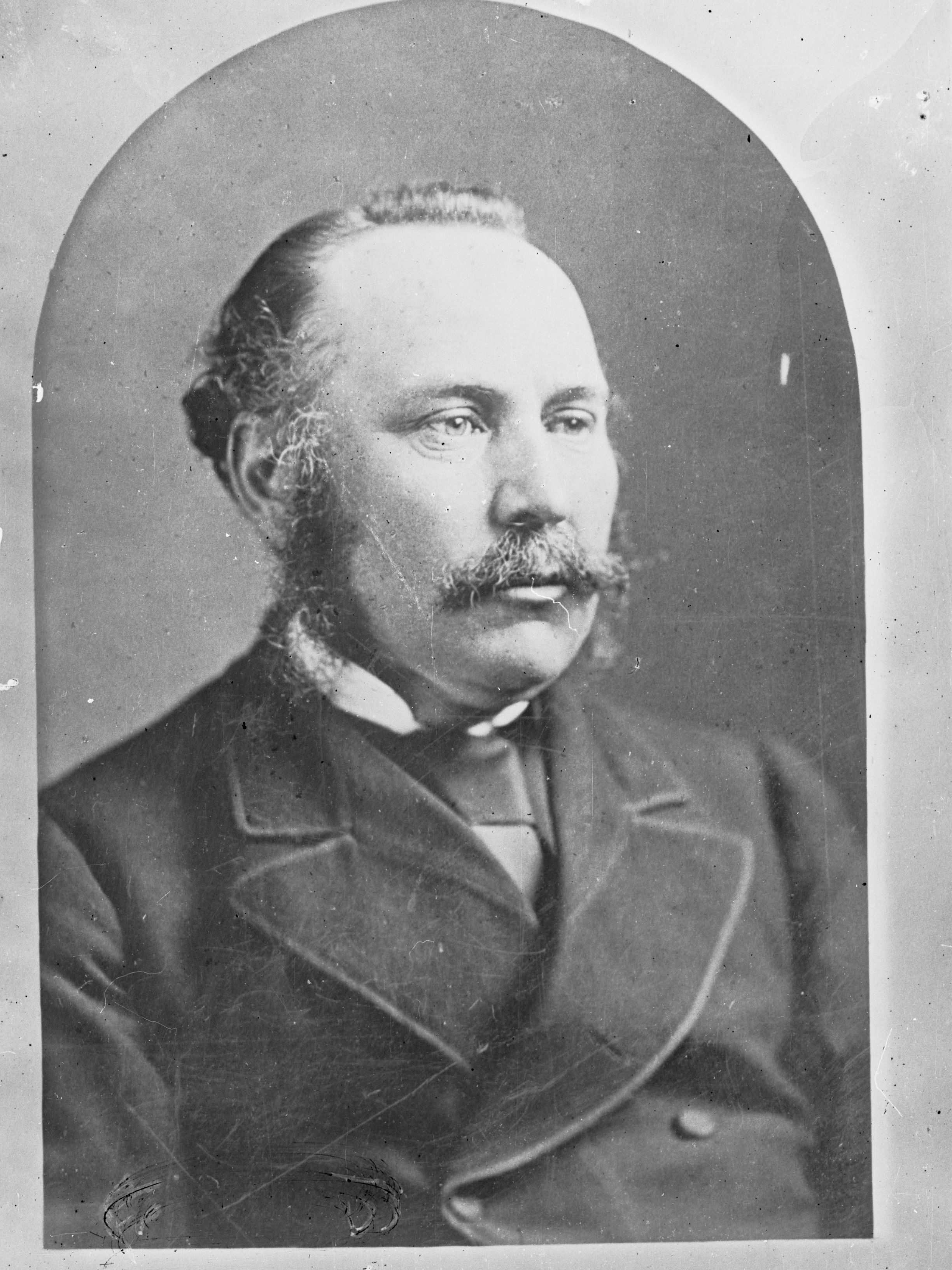
Sir William Morgan

Hon. Sir William Morgan, KCMG (* 12. September 1828 in Wilshamstead, Bedfordshire, England; † 2. November 1883 in Brighton, Sussex, England) war ein australischer Politiker, der unter anderem von 1867 bis 1883 Mitglied des South Australian Legislative Council sowie zwischen 1878 und 1881 Premierminister von South Australia war.

## Leben
William Morgan wanderte 1849 von Bedfordshire nach Adelaide aus und betrieb Lebensmittelgeschäfte in der Hindley Street und Currie Street, ehe er 1865 einer der Gründer der Bank of Adelaide war. Am 6. August 1867 wurde er als Nachfolger des zurückgetretenen Thomas Magarey für The Province, die damalige Kolonie South Australia, erstmals zum Mitglied des South Australian Legislative Council, des Oberhauses des Parlaments von South Australia, und gehörte dieser bis zu seinem Tode am 2. November 1883 an, woraufhin der Sitz von William Knox Simms übernommen wurde. In der zweiten Regierung von James Boucaut bekleidete er vom 3. Juni 1875 bis zum 25. März 1876 erstmals das Amt als Chief Secretary und damit als Chefsekretär der Regierung. Den Posten als Chief Secretary übernahm er vom 26. Oktober 1877 bis zum 27. September 1878 auch in der dritten Regierung von Premier Boucaut.
Nach dem Rücktritt von Premier Boucaut bildete Morgan am 27. September 1881 als Premierminister von South Australia eine Regierung, die überwiegend aus Personen bestand, die bereits der dritten Regierung Boucaut angehörten. Er selbst übernahm in seiner Regierung vom 27. September 1878 bis zum 24. Juni 1881 auch wieder das Amt als Chief Secretary. Seine Regierung setzte die umstrittene Großausgabenpolitik der Vorgänger-Regierung fort. Die 1870er Jahre waren ein erfolgreiches Jahrzehnt für Südaustralien, und dies spiegelte sich in Morgans umfangreichen öffentlichen Bauprogrammen wider. Dazu gehörten der Bau des Tiefentwässerungssystems – das erste in einer australischen Stadt – und die Anfänge großer öffentlicher Bauwerke wie der National Gallery of South Australia und der ersten Teile der University of Adelaide. Aufgrund persönlicher finanzieller Schwierigkeiten trat Morgan kurz nach der Eröffnung des zehnten Parlaments am 24. Juni 1881 zurück, woraufhin John Cox Bray neuer Premier wurde. Im Mai 1883 segelte er nach England und wurde dort für seine Verdienste am 24. Mai 1883 als Knight Commander des Order of St Michael and St George (KCMG) nobilitiert, wodurch er fortan das Prädikat „Sir“ führte. Er verstarb jedoch bald nach seiner Ankunft am 2. November 1883.

## Hintergrundliteratur
- Edwin Hodder: The History of South Australia, 2 Bände, London 1893.